# زمزمان
زمزمان یکی از روستاهای استان ایلام است که در دهستان ارکوازی بخش چوار شهرستان ایلام واقع شده‌است.